# Parafia św. Jana Chrzciciela w Dębnicy Kaszubskiej (greckokatolicka)
Parafia Świętego Jana Chrzciciela w Dębnicy Kaszubskiej – parafia greckokatolicka w Dębnicy Kaszubskiej. Parafia należy do eparchii olsztyńsko-gdańskiej i znajduje się na terenie dekanatu gdańskiego.

## Historia parafii
Parafia greckokatolicka pw. Świętego Jana Chrzciciela funkcjonuje od 1993 r., księgi metrykalne są prowadzone od roku 1993.

## Świątynia parafialna
Nabożeństwa odbywają się w kościele rzymskokatolickim pw. św. Jana Chrzciciela.